# ヴェイレ・スタディオン
ヴェイレ・スタディオン（Vejle Stadion）は、デンマーク・南デンマーク地域ヴァイレにあるサッカー専用スタジアム。2008年の開場以来ヴェイレBKがホームスタジアムとして使用している。

## 概要
2004年、今まであった陸上トラック付きのスタジアムを取り壊し、新たに11,060人収容のサッカー専用スタジアムを建設することが決定した。2年後の2006年から建設に着工し、2008年3月9日に開場した。
2018年7月30日、南デンマーク地域を代表するヴェイレBKとオーフスGFの試合にて、スタジアム最多動員となる10,254人の観客を集め。
2010年3月から2012年2月まではスタジアムの命名権を買収したJokri A/S社によって、ヨークリ・パルク (Jokri Park)と命名されていた。